# Lubow Jakymczuk
Lubow Jakymczuk (ukr. Любов Якимчук, ur. 1985) – ukraińska poetka i krytyk literacki. Urodziła się w Pierwomajsku w obwodzie ługańskim na Ukrainie, obecnie mieszka w Kijowie.
Studiowała filologię ukraińską na Uniwersytecie Ługańskim i Akademii Kijowsko-Mohylańskiej. Od 2003 roku należy do grupy literackiej STAN. W 2015 r. kijowski magazyn „New Time” zaliczył ją do stu najbardziej wpływowych ludzi kultury na Ukrainie.

## Twórczość

### Poezja
Jest autorką tomiku poezji, jak MODA (Lwów 2009), za który otrzymała Nagrodę Literacką im. Bohdana Ihora Antonycza „Prywitannia żyttia” (2008) i nagrodę im. Wasyla Symonenki (2010).

### Poezja oraz muzyka
Eksperymentuje z muzyczno-poetyckimi projektami w duecie z kontrabasistą Markiem Tokarem (dialog muzyczny Żinka, dym i nebezpeczni predmety oraz Lustra). Do jej tekstów został stworzony również freejazzowy projekt Zabawki Afrodyty.

### W Polsce
W 2010 roku była stypendystką programu Ministra Kultury RP Gaude Polonia. W Polsce jej wiersze były drukowane w pismach: „Akcent” i „Strony” w przekładzie Bohdana Zadury oraz „Teka puławska” w przekładzie Natali Jurak. Utwory Lubowi Jakymczuk zamieszczone były również w antologii „Cząstki pomarańczy. Nowa poezja ukraińska” (2011) w przekładzie Anety Kamińskiej.
W 2018 roku nakładem Wojewódzkiej Biblioteki Publicznej i Centrum Animacji Kultury w Poznaniu ukazał się jej tom Morele Donbasu (tł. Aneta Kamińska).
Jej poezje stanowią część antologii Bohdana Zadury 100 wierszy wolnych z Ukrainy (Biuro Literackie, Kołobrzeg 2022, ISBN 978-83-67249-06-5).